# Monumension
Monumension je šesti studijski album norveškog metal-sastava Enslaved. Diskografska kuća Osmose Productions objavila ga je 19. studenog 2001.
Prvi je Enslavedov album na kojem su sve pjesme pisane na engleskom jeziku (osim pjesme „Sigmundskvadet”, koja sadrži tekst na staronordijskom jeziku i koja se na nekim inačicama albuma pojavljuje kao dodatna pjesma).
Monumension je ujedno i posljednji album skupine na kojem svira gitarist Roy Kronheim; na idućem albumu Below the Lights zamijenio ga je Ice Dale.

## Popis pjesama
| 1.    | »Convoys to Nothingness«                              | Ivar Bjørnson    | Bjørnson | 7:58 |
| 2.    | »The Voices«                                          | Bjørnson         | Bjørnson | 6:07 |
| 3.    | »Vision: Sphere of the Elements – A Monument Part II« | Roy Kronheim     | Kronheim | 4:58 |
| 4.    | »Hollow Inside«                                       | Trygve Mathiesen | Bjørnson | 5:38 |
| 5.    | »The Cromlech Gate«                                   | Grutle Kjellson  | Kjellson | 6:55 |
| 6.    | »Enemy I«                                             | Bjørnson         | Bjørnson | 5:16 |
| 7.    | »Smirr«                                               | Bjørnson         | Bjørnson | 4:26 |
| 8.    | »The Sleep: Floating Diversity – A Monument Part III« | Kronheim         | Kronheim | 8:12 |
| 9.    | »Outro: Self-Zero« (instrumentalna skladba)           |                  | Bjørnson | 3:08 |
| 10.   | »Sigmundskvadet«                                      | HOV (sastav)     | HOV      | 6:59 |
| 59:37 |                                                       |                  |          |      |

## Recenzije
| Recenzije           | Recenzije |
| Izvor               | Ocjena    |
| ------------------- | --------- |
| AllMusic            | [ 1 ]     |
| Brave Words         | 8,5/10    |
| Chronicles of Chaos | 7,5/10    |
| Sputnikmusic        | 4/5       |

Album je uglavnom dobio pozitivne kritike. John Serba pohvalio ga je u recenziji za AllMusic nazvavši ga „zapanjujućim” i „uistinu odvažnim”. U recenziji za Chronicles of Chaos Pedo Azevedo bio je uglavnom naklonjen uratku premda je izjavio i da skupina „na Monumensionu katkad pretjera s eksperimentima i [da zato] cijelom albumu manjka koncentracije i dosljednosti”.
Tim Henderson dao mu je 8,5 boda od njih 10 u recenziji za Brave Words zaključivši: „Bizaran i psihodeličan, [Monumension] je neopisivo čudan. Je li [sastav] pretjerao? Ne, ali možda ćemo na njegove zvjezdane staze doći tek za nekoliko svjetlosnih godina.” U osvrtu za Sputnikmusic, u kojem mu je dao četiri boda od njih pet, jedan je recenzent izjavio da je, „[u]mjesto da slijedi ostatak norveškog black metal-čopora, Enslaved odlučio ostati u manjini i transportirati se u budućnost uz novi zvuk prepun progresivnih ritmova i dugačkih pasaža psihodeličnog trancea” te je dodao da je „jedini nedostatak ovog dobrog albuma taj što pjesmama katkad šteti to što dugo traju i pritom, putujući zemljom Pink Floyda, slušatelje šalju na prečudna mjesta.”

## Zasluge
| Enslaved - Ivar Bjørnson – gitara, sintesajzer, orgulje, klavir, specijalni efekti, produkcija, miksanje - Roy Kronheim – gitara, vokal, specijalni efekti, produkcija, miksanje - Grutle Kjellson – bas-gitara, vokali, produkcija, miksanje - Dirge Rep – bubnjevi, udaraljke, specijalni efekti, produkcija, miksanje | Dodatni glazbenici - Dennis Reksten – sintesajzer, klavijature, specijalni efekti - Trygve Mathiesen – vokali (na pjesmama „Hollow Inside” i „Sigmundskvadet”) - Trond Veland – prateći vokali (na pjesmi „Vision: Sphere of the Elements – A Monument Part II”) - Kai Lie – dodatni vokali (na pjesmi „Sigmundskvadet”) Ostalo osoblje - Pytten – produkcija, snimanje, tonska obrada - Davide Bertolini – snimanje, inženjer zvuka - Herbrand Larsen – snimanje, inženjer zvuka - Jørgen Træen – miksanje |